# Schlitz (Hesse)
Schlitz é um município da Alemanha, situado no distrito de Vogelsberg, no estado de Hesse. Tem 142,09 km² de área, e sua população em 2019 foi estimada em 9.702 habitantes.